# Sarothrias eximius
Sarothrias eximius is een keversoort uit de familie Jacobsoniidae. De wetenschappelijke naam van de soort is voor het eerst geldig gepubliceerd in 1918 door Grouvelle.